# Dalkarlsaspen
Dalkarlsaspen är en sjö i Rättviks kommun i Dalarna och ingår i Dalälvens huvudavrinningsområde. Sjön har en area på 4,11 kvadratkilometer och ligger 228 meter över havet. Sjön avvattnas av vattendraget Oxnäsån.

## Delavrinningsområde
Dalkarlsaspen ingår i det delavrinningsområde (678877-148892) som SMHI kallar för Utloppet av Dalkarlsaspen. Medelhöjden är 250 meter över havet och ytan är 22,03 kvadratkilometer. Räknas de 13 avrinningsområdena uppströms in blir den ackumulerade arean 122,97 kvadratkilometer. Oxnäsån som avvattnar avrinningsområdet har biflödesordning 3, vilket innebär att vattnet flödar genom totalt 3 vattendrag innan det når havet efter 307 kilometer. Avrinningsområdet består mestadels av skog (55 procent) och sankmarker (12 procent). Avrinningsområdet har 4,21 kvadratkilometer vattenytor vilket ger det en sjöprocent på 19,1 procent.